# Vatersay

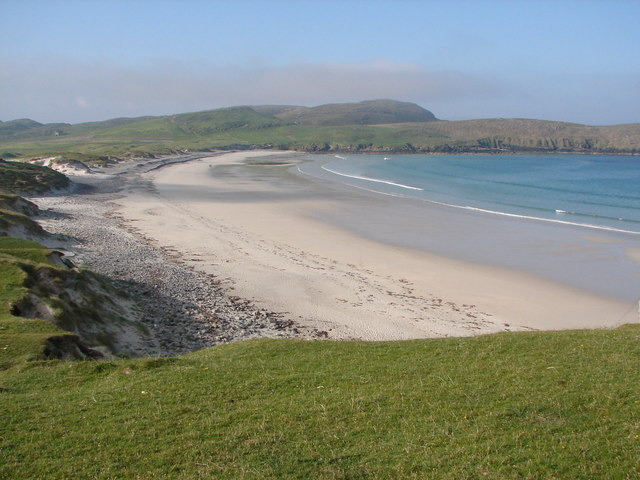
Ostrov Vatersay

Vatersay je po opuštění ostrova Mingulay v roce 1912 nejjižnější obydlený ostrov ve Vnějších Hebridách. Má tvar přibližně 3 kilometry velkého písmene „H“ ležícího na boku.  Je také nejzápadnějším trvalým sídlem ve Skotsku  a ve Velké Británii. 
Jediná větší obec na tomto ostrově se jmenuje stejně – Vatersay. Ostrov je spojen se sousedním větším ostrovem Barra 250 metrů dlouhou hrází, dokončenou v roce 1991. Při odlivu je ostrov rovněž spojen s ostrovem Uineasan na východě. 
Vatersay je stanovištěm volavkovitých ptáků, tuleňů a vyder.

## Vrak

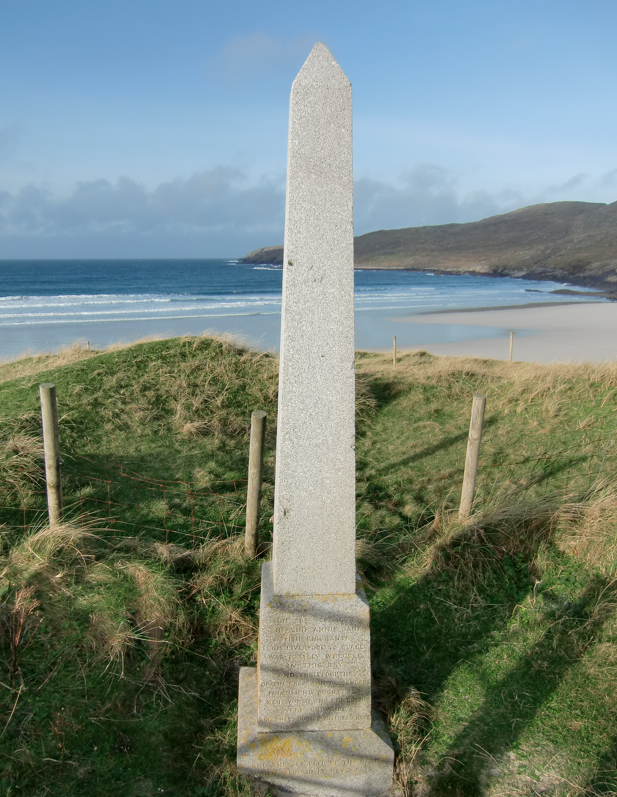
Památník vraku Annie Jane s výhledem na Západní zátoku

Jednou z nejsmutnějších událostí, která se na ostrově stala, bylo ztroskotání třístěžníku Annie Jane za bouře v září 1853. Loď vezla emigranty z Liverpoolu do Montréalu v kanadském Quebeku a ztroskotala na západní pláži. Během deseti minut se loď začala rozpadat a asi 450 lidí se ocitlo v rozbouřeném moři. I když se místní lidé snažili zachraňovat, jen málokdo ztroskotání přežil. Malá mohyla a pomník označuje místo, kde jsou pochována těla obětí. Nápis na pomníku zní:
Dne 28. září 1853 ztroskotala v této zátoce loď Annie Jane s migranty z Liverpoolu do Quebecu. Tři čtvrtiny posádky a cestujících, asi 350 mužů, žen a dětí, se utopilo a jejich těla byla pohřbena zde.